# 韩桥乡
韩桥乡，是中华人民共和国江苏省淮安市淮阴区下辖的一个乡镇级行政单位。2018年7月撤消，并入高家堰镇。

## 行政区划
韩桥乡下辖以下地区：
韩桥村、兴旺村、沙河村、沿湖村、庆华村、河头村、湖滨村和天河村。